# Bradycassis
Bradycassis là một chi bọ cánh cứng trong họ Chrysomelidae.
Chi này được Spaeth in Hincks miêu tả khoa học năm 1952.

## Các loài
Các loài trong chi này gồm:
- Bradycassis agroiconotoides Borowiec, 2005
- Bradycassis drewseni (Boheman, 1855)
- Bradycassis matogrossoensis Swietojanska & Borowiec, 1996
- Bradycassis succosa (Spaeth, 1926)